# Cadillac DeVille (1985–1988)
Der Cadillac DeVille der Modelljahre 1985 bis 1988 ist ein Oberklassefahrzeug, das der General-Motors-Konzern unter der Marke Cadillac als Coupe DeVille und Sedan DeVille vor allem auf nordamerikanischen Märkten verkaufte. Nach verbreiteter Zählung ist diese Baureihe die sechste von insgesamt neun Generationen der DeVille-Familie und zugleich die erste mit Frontantrieb. Ein höherwertig ausgestattetes, teureres Schwestermodell wurde im gleichen Zeitraum unter der Bezeichnung Fleetwood verkauft.

## Entstehungsgeschichte

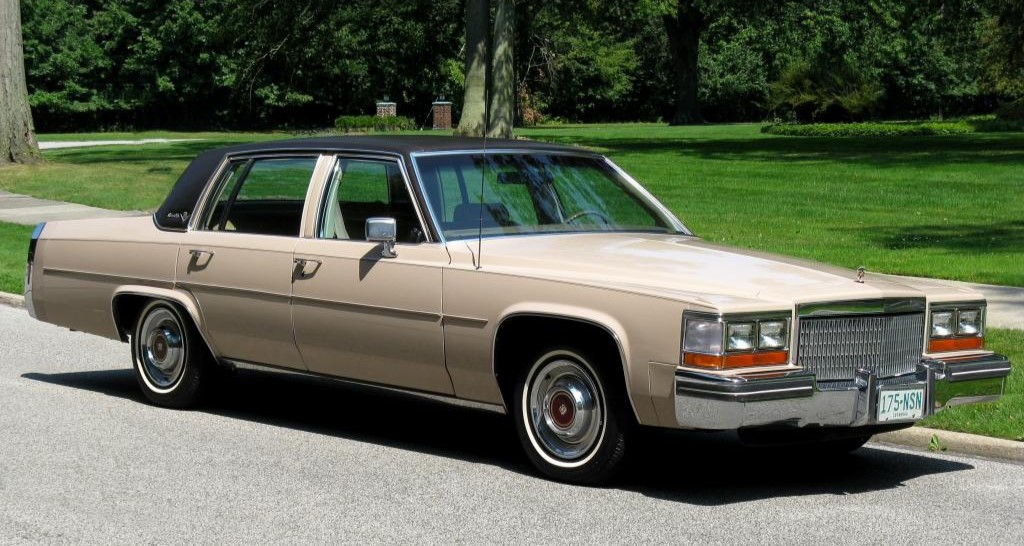
Vorgänger mit Hinterradantrieb: Sedan DeVille (1977–1984)

Cadillac hatte 1949 ein als DeVille bezeichnetes Hardtop-Coupé eingeführt und vergleichbare Fahrzeuge in den folgenden Jahren durchgängig im Programm gehalten. Anfänglich war der DeVille kein eigenständiges Modell, sondern lediglich eine höherwertig ausgestattete Version des Cadillac Series 62. Zum Modelljahr 1959 gliederte Cadillac den DeVille aus der Series-62-Reihe aus. Der DeVille wurde damit zu einem eigenständigen Modell. Im markeninternen Programm war er über der Series 62, aber unter der teuren Baureihe Series 60 Special positioniert. Als die Series 62 durch die Modellreihe Calais ersetzt wurde, blieb der DeVille die mittlere Linie unter Cadillacs Full-Size-Modellen. Nachdem der Calais Ende 1976 eingestellt worden war, wurde der Deville zum günstigsten Cadillac. Über ihm rangierte der baugleiche, aber besser ausgestattete Fleetwood Brougham. Die Zwillingsmodelle waren in der ab 1977 produzierten Ausführung im Vergleich zu ihren bis 1976 gebauten Vorgängern leichter und kleiner, hatten aber mit Kastenrahmen und Hinterradantrieb weiterhin konventionelle, anspruchslose Technik. Die Verkleinerung von 1977 war eine Reaktion der Marke auf die Auswirkungen der Ölpreiskrise von 1973, die zu einem erheblichen Anstieg der Treibstoffpreise geführt hatte. Mit ihnen unternahm Cadillac die ersten Schritte zur Verkleinerung und zur Verbesserung der Wirtschaftlichkeit seiner Modelle.
Zum Modelljahr 1985 vollzog Cadillac ein weiteres Downsizing der großen Modelle und damit verbunden eine technische Neuausrichtung. Cadillacs neue Volumen-Reihe wurde wesentlich kürzer und leichter als das alte Modell und erhielt Frontantrieb mit vorn quer eingebauten Motoren. Der DeVille, der nunmehr in der sechsten Generation auf den Markt kam, war wiederum die Basisversion; die besser ausgestattete, deutlich teurere Variante wurde nun als Fleetwood (ohne den bis dahin verwendeten Namenszusatz „Brougham“) verkauft. Allerdings war sich Cadillac der Akzeptanz der spürbaren Verkleinerung und der Umstellung der Antriebstechnik zunächst nicht sicher, sodass parallel zu den neuen Frontantriebsmodellen die alten, großen Limousinen mit Hinterradantrieb als Fleetwood Brougham (1985 und 1986) bzw. als Cadillac Brougham (ab 1987) weiterproduziert wurden.
Zum Modelljahr 1989 brachte Cadillac eine neue DeVille-Generation heraus, die ebenfalls Frontantrieb hat, aber länger und breiter ist. Sie blieb bis 1992 im Programm.

## Modellbeschreibung

### C-Plattform mit Frontantrieb
Die sechste DeVille-Generation basiert auf einer neu konstruierten Bodengruppe, die als C-Plattform bezeichnet wurde. Im Gegensatz zu den früheren DeVille-Generationen gibt es keinen separaten Kastenrahmen mit aufgesetzter Karosserie mehr; der Aufbau war vielmehr selbsttragend konstruiert. Zwecks effizienter Platzausnutzung ist der Motor vorn quer eingebaut; er treibt die Vorderräder an. Die Autos der C-Plattform sind etwa 600 mm kürzer und bis zu 800 kg leichter als ihre direkten Vorgänger. Ungeachtet dessen ist der Passagierraum vorn und hinten nicht kleiner geworden. Kritiker bemängelten gleichwohl ein schlechteres Raumgefühl, weil die Frontscheibe und die Seitenfenster wesentlich näher an den Passagieren waren als bei den Vorgängermodellen.
Die gleiche Plattform wie der DeVille und der baugleiche Fleetwood nutzten die zeitgenössischen Spitzenmodelle der GM-Marken Buick (Electra und LeSabre) und Oldsmobile (Eighty Eight und Ninety Eight).

### Karosserie

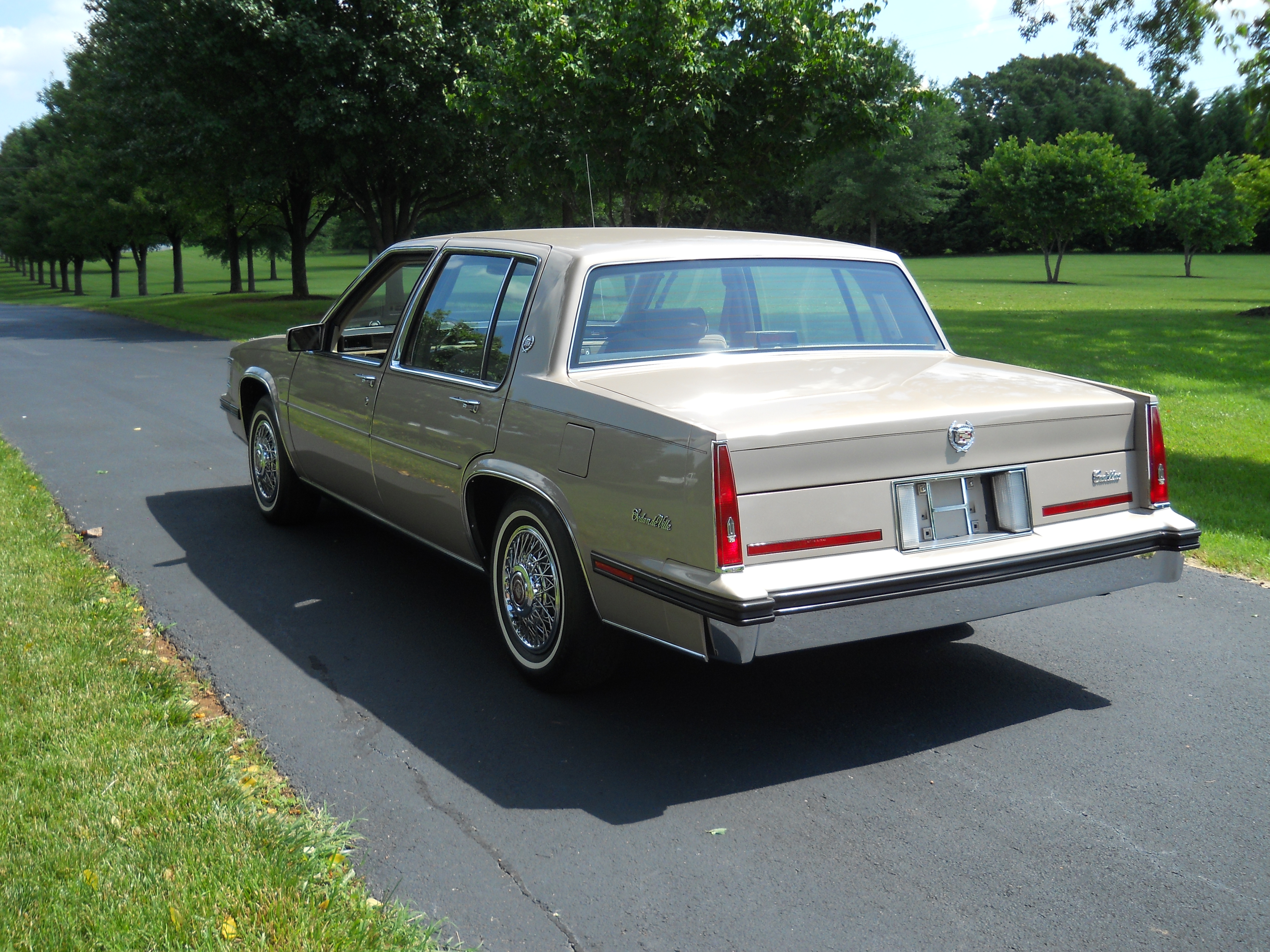
Steil stehende C-Säule, schmale Rückleuchten: Sedan DeVille

Der DeVille dieser Generation war – wie seine unmittelbaren Vorgänger – als viertürige Stufenhecklimousine und als zweitüriges Stufenheckcoupé erhältlich. Ein Cabriolet gab es auch diesmal nicht; der letzte offene DeVille war 1970 produziert worden.
Die Karosserie des DeVille wurde unter der Leitung von Irv Rybicki gestaltet.
Prägende Designelemente sind glattflächige Wagenflanken, eine leicht nach vorn abfallende Motorhaube und eine schmale, fast senkrecht stehende C-Säule mit hohem Heck. Vorn sind Breitbandscheinwerfer eingebaut; die seitlichen Positionsleuchten sind neben den Scheinwerfern angeordnet. Die Kühleröffnung ist mit einem feinmaschigen Gitter verkleidet, das in eine rechteckige, verchromte Maske eingebettet ist. Am Heck sind schmale, senkrecht angeordnete Rückleuchten installiert, ein Stilelement, das Cadillac seit den 1960er-Jahren regelmäßig bei seinen Full-Size-Modellen verwendete. Die Sicherheitsstoßstangen sind anders als beim Vorgängermodell stilistisch in den Karosseriekörper eingebunden.
Je nach Ausstattungsversion waren beim Coupé unterschiedliche Dachgestaltungen erhältlich. Neben der Basisversion mit in Wagenfarbe lackiertem Metalldach und großem hinterem Seitenfenster standen zwei verschiedene Vinyldachvarianten im Programm: eine Formal Cabriolet genannte Ausführung mit kleinem Seitenfenster, einem vinylbezogenen hinteren Dachteil und breiter C-Säule sowie – ab 1987 – außerdem ein Full Cabriolet, bei dem die Dachverkleidung aus Vinyl die Form eines geschlossenen Cabrioverdecks imitierte.

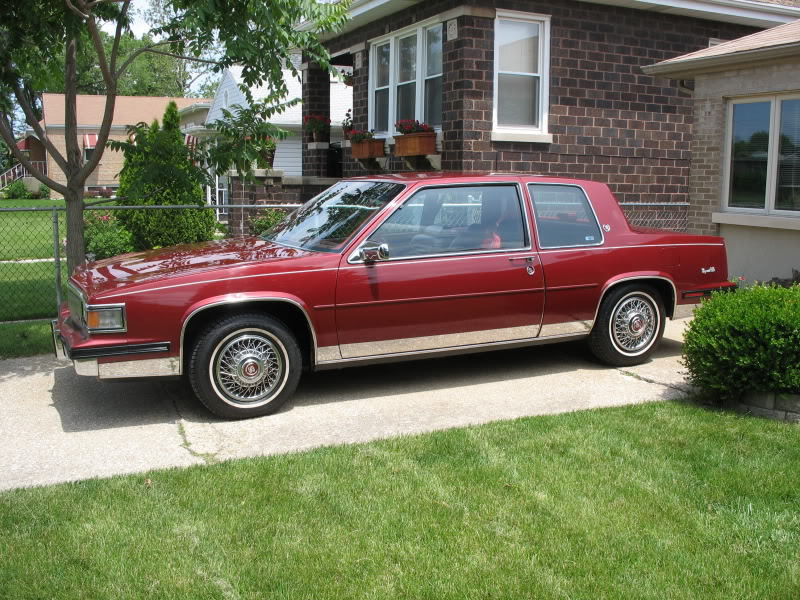
Coupé DeVille mit Standarddach
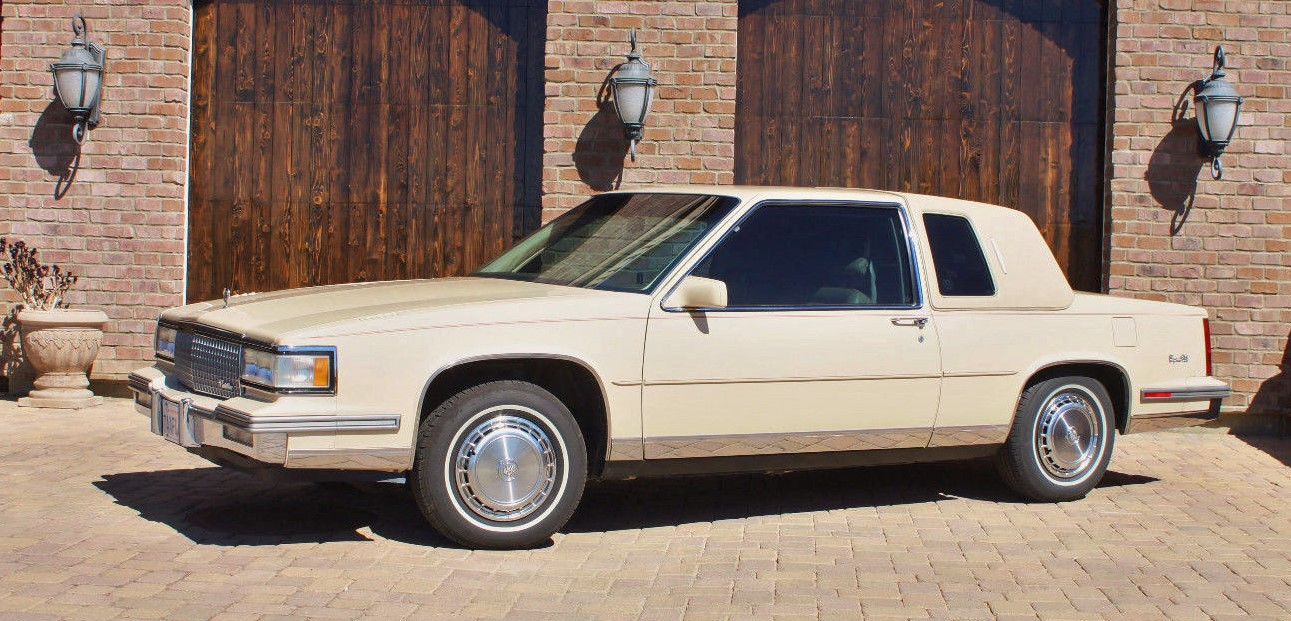
Coupé DeVille mit Formal Cabriolet Roof
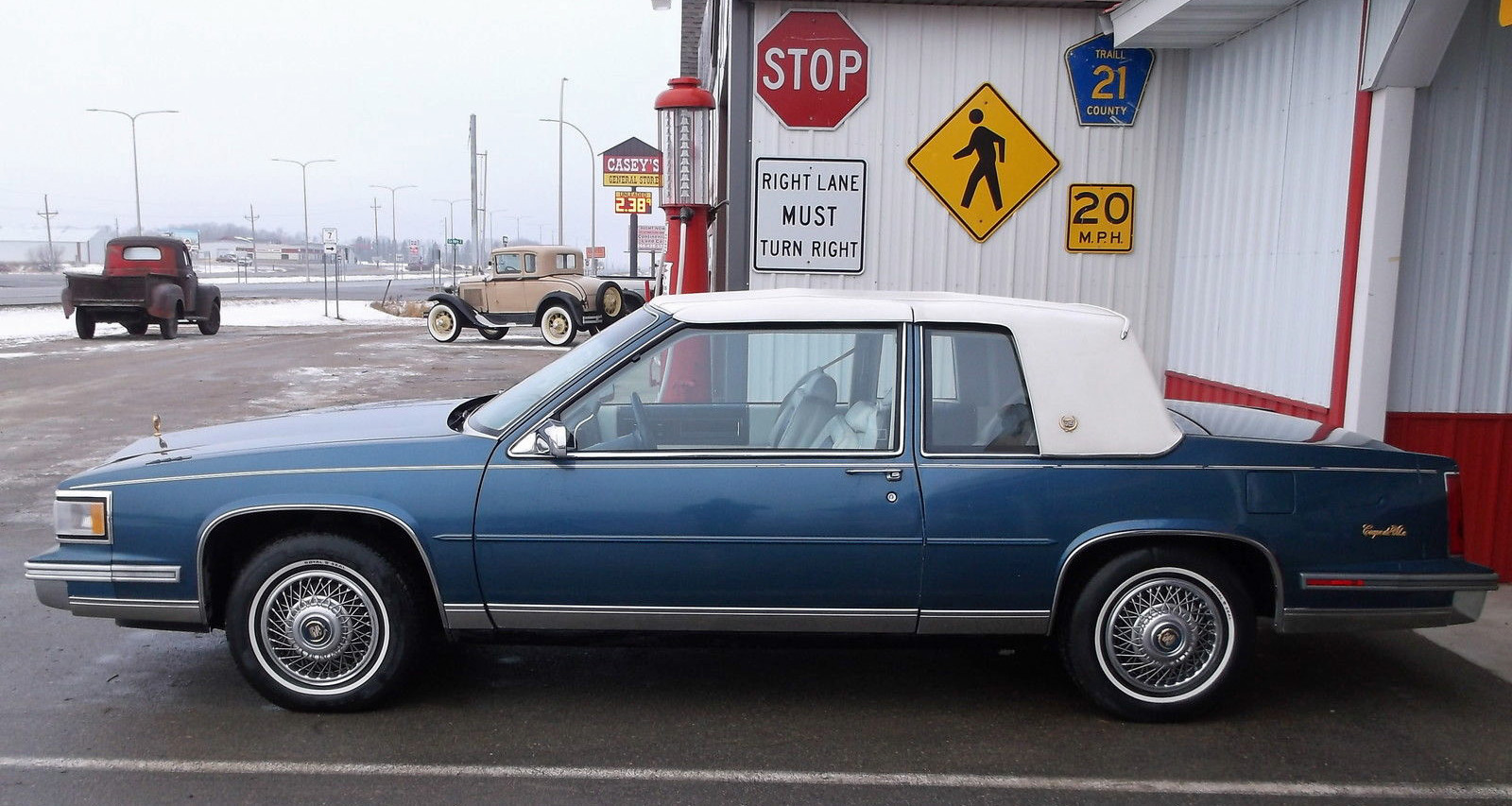
Coupé DeVille mit Full Cabriolet

Von 1985 bis 1988 gab es wenige stilistische Änderungen. Zum Modelljahr 1987 wurden die Scheinwerfer und die Verkleidung der Kühlermaske neu gestaltet; außerdem gab es größer dimensionierte Rückleuchten, die nun auch seitlich in die hinteren Kotflügel hineinreichen.

### Antriebstechnik

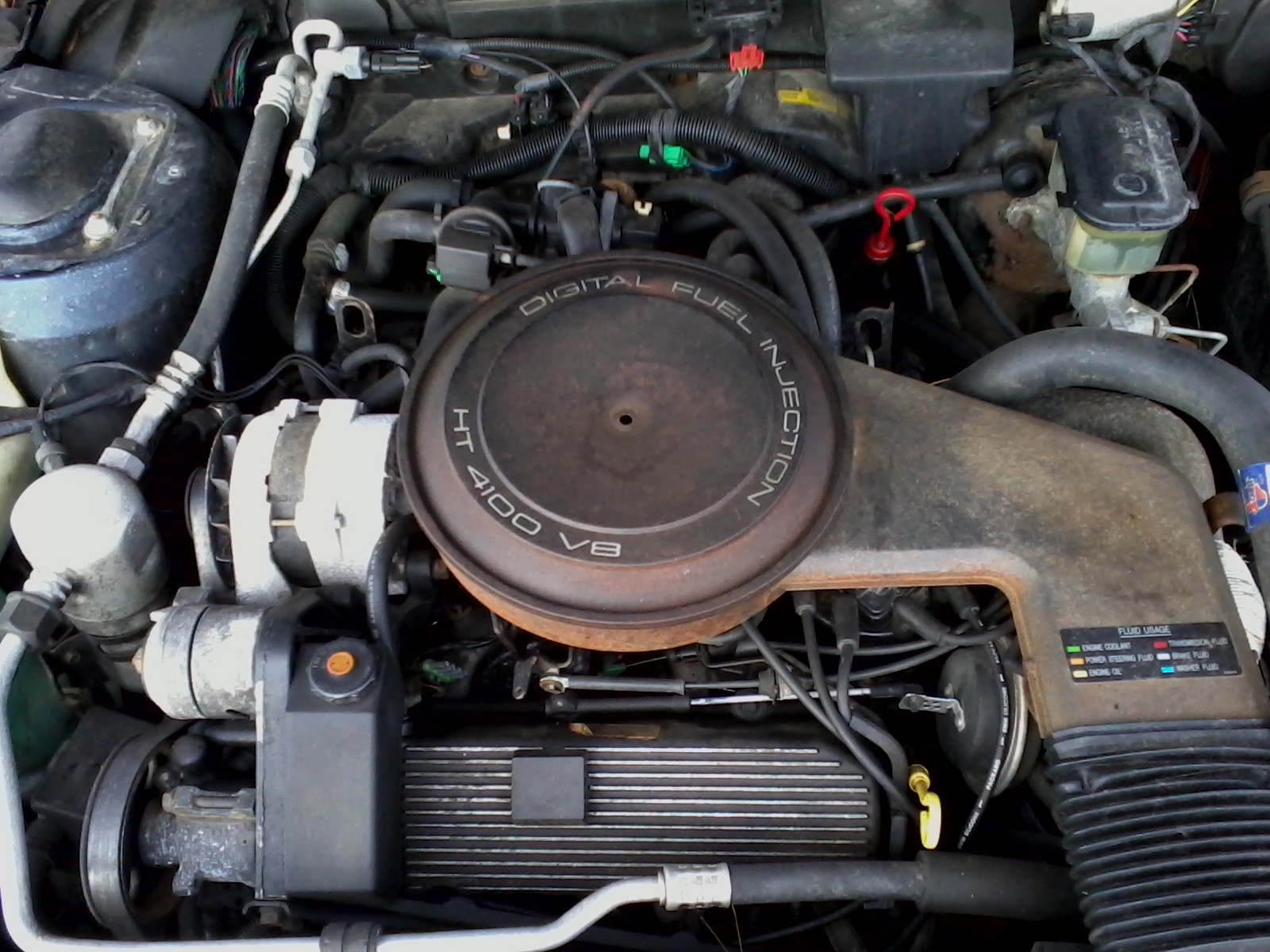
V8-Ottomotor Cadillac HT 4100

Standardmotorisierung des DeVille war in allen Modelljahren ein vorn quer eingebauter Achtzylinder-V-Ottomotor aus Cadillacs HT-Reihe, der einen Zylinderblock aus einer Leichtmetalllegierung und einen Zylinderkopf aus Grauguss hat. Der HT war 1982 im größeren, hinterradgetriebenen DeVille und Fleetwood Brougham auf den Markt gekommen. Für den Einsatz im kleineren DeVille der ersten Frontantriebsgeneration waren einige Anpassungen nötig, um die Baulänge zu reduzieren. Cadillac erreichte das durch die Verkleinerung und Neuanordnung von Nebenaggregaten. Im Programm standen zwei Hubraumversionen:
- Von 1985 bis 1987 war serienmäßig eine Version mit 4087 cm³ (249 cui) Hubraum (HT 4100) erhältlich, deren Leistung mit 101 kW (135 PS) angegeben wurde.
- Zum Modelljahr 1988 ersetzte Cadillac ihn durch eine größere Variante mit 4467 cm³ (273 cui) Hubraum (HT 4500) und einer Leistung von 116 kW (155 PS).[8]

Im Modelljahr 1985 war der DeVille wahlweise mit einem von Oldsmobile konstruierten 4,3 Liter großen Sechszylinder-V-Dieselmotor (Baureihe LS2) erhältlich. Seine Leistung wurde mit 63 kW (85 PS) angegeben. Nach nur einem Jahr gab Cadillac diese Wahlmöglichkeit auf.
Die Kraftübertragung übernimmt in jeder Motorisierungsvariante eine Viergangautomatik (Typ GM 440-T4), die über einen Stock an der Lenksäule zu bedienen ist.

### Fahrwerk
Alle Räder sind einzeln aufgehängt; rundum kommen Schraubenfedern zum Einsatz, hinten ist ein Stabilisator eingebaut.

## Touring Coupé und Sedan

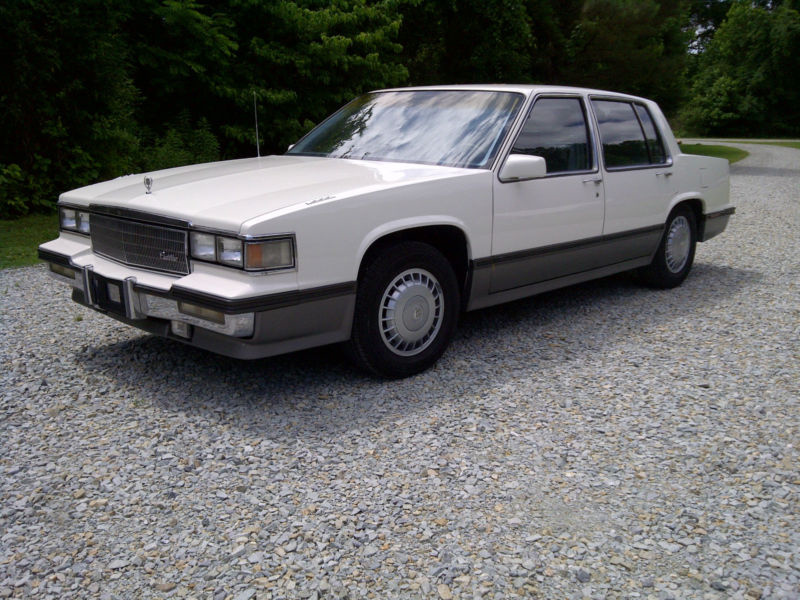
Cadillac DeVille Touring Sedan (1986)

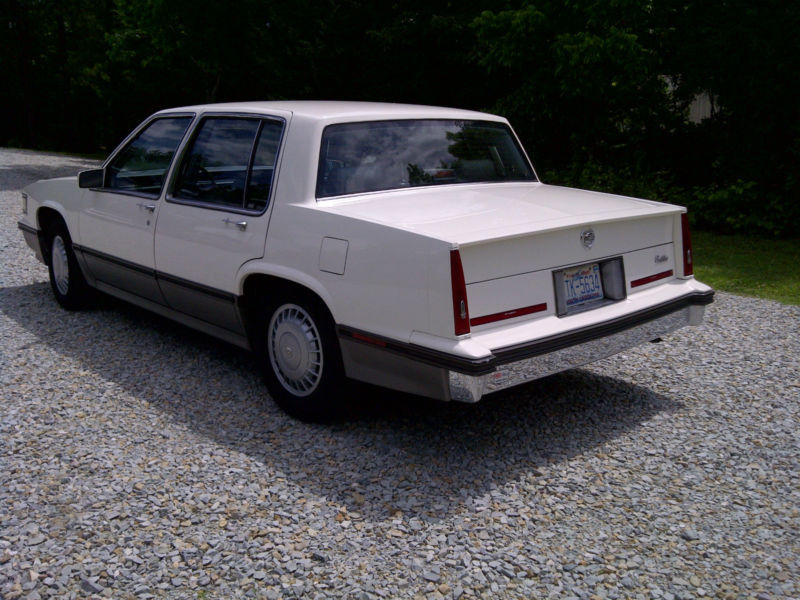
Kofferraumdeckel mit Abrisskante

In den Modelljahren 1986 bis 1988 bot Cadillac als besondere Ausstattungsvariante ein Touring-Paket an, mit dem das Coupé und die Limousine europäische Züge erhalten sollte.
Das DeVille-Touring-Coupé und der DeVille Touring Sedan waren äußerlich sportlich aufgemacht. Zum Touring-Paket gehörte eine farblich abgesetzte Frontschürze mit einem angedeuteten Spoiler und Nebelscheinwerfern unter den Stoßfängern, im Farbton der Schürze lackierte untere Wagenflanken sowie ein im oberen Bereich leicht verlängerter Kofferraumdeckel, der eine Abrisskante imitierte. Innen gehörten lederbezogene Sitze sowie hintere Kopfstützen zur Serienausstattung. Ungeachtet des Anspruchs, eine sportliche Variante des DeVille zu sein, behielten die Touring-Modelle die Lenkradschaltung und die vordere Sitzbank mit drei Sitzplätzen bei. Die Touring-Modelle erhielten eine straffer abgestimmte Federung und einen vorderen Stabilisator. Die Getriebeübersetzung wurde zugunsten einer besseren Beschleunigung leicht verändert. Schließlich wurden die Autos mit dem Performance Enhancement Package (Leistungssteigerungspaket) ausgestattet, das im Wesentlichen aus einem Auspuffendrohr mit größerem Durchmesser bestand. Dadurch stieg die Motorleistung um 5 PS.
Das Touring-Paket kostete 2.800 US-$ und brachte den DeVille preislich in die Nähe des Fleetwood. Die Touring-Versionen wurden nur selten geordert.

## Preise
Bei der Markteinführung kostete das Coupé DeVille in der Basisausstattung 17.472 US-$, der viertürige Sedan DeVille war 300 US-$ teurer. Der große, hinterradgetriebene Fleetwood Brougham war mit einem Listenpreis von 17.128 US-$ günstiger als die beiden Frontantriebsmodelle.

## Produktion
Der Cadillac DeVille wurde im Orion Assembly Werk im Orion Township, Michigan, gebaut. Die Produktion begann im Dezember 1983. Im April 1984 wurden die ersten Autos vermarktet; sie waren bereits dem Modelljahr 1985 zugeordnet.
Im ersten Modelljahr entstanden 140.718 DeVilles sowie etwa 40.000 Fleetwoods.